# Dasylobus eremita
Dasylobus eremita is een hooiwagen uit de familie echte hooiwagens (Phalangiidae).